# Беньё-ле-Жюиф (кантон)
Беньё-ле-Жюиф (фр. Baigneux-les-Juifs) — кантон во Франции, находится в регионе Бургундия. Департамент кантона — Кот-д’Ор. Входит в состав округа Монбар. Население кантона на 2006 год составляло 1581 человек.
Код INSEE кантона — 2104. Всего в кантон Беньё-ле-Жюиф входят 15 коммун, из них главной коммуной является Беньё-ле-Жюиф.

## Коммуны кантона
- Ампийи-ле-Борд — население 62 чел.
- Беньё-ле-Жюиф — население 264 чел.
- Бийи-ле-Шансо — население 83 чел.
- Шом-ле-Беньё — население 80 чел.
- Эторме — население 60 чел.
- Фонтен-ан-Дюэмуа — население 143 чел.
- Жур-ле-Беньё — население 85 чел.
- Ла-Вильнёв-ле-Конве — население 39 чел.
- Маньи-Ламбер — население 90 чел.
- Уаньи — население 32 чел.
- Орре — население 24 чел.
- Пуазёль-ла-Виль-э-Лаперьер — население 168 чел.
- Сен-Марк-сюр-Сен — население 125 чел.
- Семон — население 31 чел.
- Виллен-ан-Дюэмуа — население 295 чел.